# 上田みゆき (声優)
上田 みゆき（うえだ みゆき、1944年6月2日  - ）は、日本の女優、声優。所属事務所はいさお企画。
中華民国山西省（現：中華人民共和国山西省）出生、東京都立川市出身。以前は上田 みゆ起の芸名で活動していた。

## 来歴
父が京城帝国大学医学部卒業後、中華民国山西省（現：中華人民共和国山西省）の病院に勤務していたことから、上田はそこで誕生したという。1945年、敗戦と同時に一家は、東京都立川市へ引き揚げてきたという。
1954年、ニッポン放送のラジオ番組『ポッポちゃん』の主役募集に応募して合格して子役としてデビュー。役名“ポッポちゃん”と呼ばれアイドルとして親しまれていた。以来、ニッポン放送の専属だったが、フジテレビ開局はフジテレビの人気番組『少年探偵団』でレギュラー出演していた。当時は少女雑誌の全盛期で上田の顔はよく表紙を飾っており、おびただしいファンレターが毎日のように舞い込んだという。その後もモデルになったり、ラジオ番組に出演していた。
小学1年生の終わり近く、母に勧めらるまま、近くの舞踊家の石井漠のモダンバレエの研究所でモダンバレエを習う。その時に松島トモ子と仲良くなったという。啓明学園小学校、明星学園小・中・高校を経て、父のすすめで、2年で日本大学芸術学部放送学科中退。劇団NLT時代は、その看板女優として活躍、フランス・ブールバール劇、邦題『マカロニ金融』ではかつての名優、森雅之と共演。
初めてのアテレコ作品はテレビドラマ『少年探偵団』に出演していた時、勧められて『青い麦』に出演していたニコール・ベルジェをアテていた。その時にすごく楽しく、いい作品だったせいもあるかもしれないが、何の苦労も感じていなかったという。
以前はOT企画、ぷろだくしょんバオバブに所属していた。
1981年、ささきいさおと子連れで再婚。その時の苦労が、夫との共著『子連れ再婚の片道切符』（1986年出版）に書かれている。

## 人物
同じく声優の森功至とは幼なじみで、出会いは児童劇団時代だった気がしていると語る。森によると、当時上田が出演していた夕方で放送されていた子供向けの番組に森が出演することになっていたが、その時スタジオのロビーには色々な児童劇団の子役がおり、そこで上田とも知り合うようになったという。
父は歯科医で東京都福生市で産婦人科医院を開業していた。元夫は劇団NLTに所属していた俳優の真船道朗。元夫との間に息子がいる。
趣味は映画鑑賞、旅行、ゴルフ、ジャズダンス。
好きな言葉は「思いやり」。

## 出演
太字はメインキャラクター。

### テレビアニメ
1963年
- エイトマン（関サチ子）
- 鉄腕アトム (アニメ第1作)

1969年
- 忍風カムイ外伝（娘）
- 紅三四郎

1972年
- デビルマン（メグ）

1975年
- 宇宙の騎士テッカマン（天地ひろみ）

1976年
- 超電磁ロボ コン・バトラーV（1976年 - 1977年、南原ちずる）

1977年
- 超電磁マシーン ボルテスV（1977年 - 1978年、めぐみ）

1978年
- 科学忍者隊ガッチャマンII（パンドラ博士、キャッシー）
- 大雪山の勇者 牙王（早苗）
- 闘将ダイモス（1978年 - 1979年、エリカ、香織）
- 無敵鋼人ダイターン3（ジェノバ）
- ルパン三世 (TV第2シリーズ)（1978年 - 1980年）

1979年
- 宇宙戦艦ヤマト 新たなる旅立ち（スターシャ）
- 銀河鉄道999 君は戦士のように生きられるか!!（リージャ）
- ベルサイユのばら（1979年 - 1980年、マリー・アントワネット）

1982年
- アンドロメダ・ストーリーズ（リリア）
- 太陽の子エステバン（ヤクーナ、パウラ）
- パタリロ!（サッチャー）
- 魔境伝説アクロバンチ（キャサリン）
- 釣りキチ三平

1983年
- みゆき（鹿島みゆきの母）
- レディジョージィ（母）

1985年
- ルパン三世 PARTIII

1987年
- シティーハンター（岩崎めぐみ）

1998年
- Weiß kreuz Glühen（レックス〈初代〉）

2004年
- 銀河鉄道物語（ドレイク大統領夫人）

### OVA
- ドリームハンター麗夢III 夢隠 首なし武者伝説（1987年、美衆恭子）
- ハーロック・サーガ ニーベルングの指環（1999年、フリッカ）

### 劇場アニメ
- エイトマン ロボット007/光線銃レーサー（1964年、関サチ子）
- さらば宇宙戦艦ヤマト 愛の戦士たち（1978年、テレサ[25]）
- ヤマトよ永遠に（1980年、スターシャ[26]）
- 機動戦士ガンダム（1981年、イセリナ）
- ニムの秘密（1982年、ミセス・ブリスビー）
- 綿の国星（1984年、お母さん〈須和野二三子〉）
- ベルサイユのばら（1987年、マリー・アントワネット）

### ゲーム
- 新スーパーロボット大戦（1996年、岡めぐみ）
- スーパーロボット大戦シリーズ（1997年 - 2019年、南原ちずる） - 5作品[注 2]
- スーパーロボット大戦シリーズ（2000年 - 2021年、南原ちずる、岡めぐみ） - 8作品[注 3]
- 宇宙戦艦ヤマト 遥かなる星イスカンダル（1999年、スターシャ）
- 宇宙戦艦ヤマト イスカンダルへの追憶（2004年、スターシャ）

### 吹き替え

#### 映画
- アイガー・サンクション（ジェマイマ・ブラウン〈ヴォネッタ・マッギー〉）※フジテレビ版（BD収録）
- 愛と血の大地（モイラ〈スーザン・ヘイワード〉）※TBS版
- エアポート'80（イザベル〈シルビア・クリステル〉）
- 折れた矢（ソンシアレイ〈デブラ・バジェット〉）※NET版
- 恐怖のメロディ（トビー〈ドナ・ミルズ〉）※テレビ版（BD収録）
- 空爆特攻隊（ガブリエル中尉〈ラレイン・スティーブンス〉）
- キングコング（ドワン〈ジェシカ・ラング〉）
- 地球の危機（キャシイ〈バーバラ・イーデン〉）※LD版
- 地上より永遠に（カレン〈デボラ・カー〉）※ソフト版
- 血とバラ（カルミーラ〈アネット・バディム〉）
- 殺しの分け前/ポイント・ブランク（リン〈シャロン・アッカー〉）
- サムソンとデリラ（セマダー〈アンジェラ・ランズベリー〉）
- 地獄のヒーロー（アン・フィッツジェラルド〈レノア・カスドーフ〉）
- じゃじゃ馬西部を行く（ジーン・マルシャク〈アン・フランシス〉）
- 女性上位時代（ミミ〈カトリーヌ・スパーク〉）※TBS版
- 素敵なタミー
- 第七の暁（キャンデス〈スザンナ・ヨーク)〉）※NET版
- 太陽の爪あと（スザンナ・ケルトン〈キャロル・リンレイ)〉）※NET版
- チャーリーズ・エンジェル フルスロットル（ケリー・ギャレット〈ジャクリーン・スミス〉）※ソフト版
- デビルズ・ゾーン（ベッキー〈タニア・ロバーツ〉[27]）
- 謎の大陸アトランティス（アンティリア王女〈ジョイス・テイラー〉）※フジテレビ版
- ヘルファイター（ティッシュ・バックマン〈キャサリン・ロス〉）※フジテレビ版（思い出の復刻版ブルーレイ収録）
- マック（ジャネット・クルーズ〈クリスティーン・エバーソール〉）
- 私を助けて/吹雪が恐怖を運んでくる・人妻監禁事件（フランチェスカ〈パティ・デューク〉[28]）

#### ドラマ
- 刑事コロンボ 死者の身代金（マーガレット・ウィリアム〈パトリシア・マティック〉）
- 地上最強の美女たち! チャーリーズ・エンジェル（ケリー・ギャレット〈ジャクリーン・スミス〉）
- ナイトライダー
  - シーズン1 #3（シェリー・ベンソン〈アン・ロックハート〉）
  - シーズン2 #5（ジェニファー・シェル〈アン・ロックハート〉）
  - シーズン4 #1（マータ・シモンズ〈パメラ・スーザン・シュープ〉）
- 弁護士ペリー・メイスン「殺人鬼の迷路」

#### アニメ
- 宇宙怪人ゴースト（ケイト）

### テレビドラマ
- 少年探偵団（1960年 - 1963年） - たか子
- 忍者部隊月光 第62・63話「ミリオン・キー作戦 - 前・後篇 -」（1965年） - 小森良子
- 特別機動捜査隊
  - 第164話「いけにえ」（1964年） - 由美子
  - 第298話「女の館」（1967年） - 節子
  - 第569話「大都会の詩」（1972年） - 美佐子
- 女優 わが道（1969年） - 浅見千恵子
- フラワーアクション009ノ1 第9話「縁結びトランプ仁義」（1969年） - 小牧静
- ゴールドアイ 第2話「脱獄12時間」（1970年）
- 仮面ライダー 第29話「電気怪人クラゲダール」（1971年） - 川本文江
- 超人バロム・1（1972年） - 白鳥静
- どっこい大作 第14話「すごい奴がまっていた!!」（1973年） - コウ
- キカイダー01 第6話「魔術師対ゼロワンの秘密能力!!」（1973年） - 中原波江
- 仮面ライダーV3 第31話「呪いの大幹部 キバ男爵出現!!」（1973年） - 宮田トシ子の母
- 刑事くん 第2部 第37話「赤い靴の少女」（1973年）
- 闘え!ドラゴン 第19話「敵は最強太極拳!」（1974年） - 植木美樹
- がんばれ!!ロボコン（1976 - 1977年） - 小川よし子

### 映画
- アツカマ氏とオカヤマ氏（1955年、新東宝） - 大宅ポツ子
- おれについてこい（1965年、東宝） - 磯部サダ
- 思い出の指輪（1968年、松竹） - 山田直美
- SPACE BATTLESHIP ヤマト（2010年、東宝） - イスカンダルの声

### 人形劇
- プリンプリン物語（1979年） - マノン

### バラエティ
- 土曜スペシャル（テレビ東京）
- くらしのパートナー:住まい自分流〜DIY入門（NHK教育テレビ）※「“ささきいさお”流住まい自由人」と題して、夫君ささきいさおのDIYが紹介された際、以前に骨折したことと、そのときにささきが、DIYを利用して階段や風呂場に手すりを作ったことを話した

### CD
- Weiß kreuz Glühen Fight Fire With Fire（レックス）

### その他コンテンツ
- 子連れ再婚の片道切符（講談社）※夫・ささきいさおとの共著
- 闘将ダイモス（エリカ、和泉ナナ、ナレーター）　※ヤングエポック紙芝居ソノシート版